# The No. 1 Disco Hit (Disco Made Me Crazy)
The No. 1 Disco Hit (Disco Made Me Crazy) är en svensk rock-låt och en singel av rockgruppen Reeperbahn. Singeln släpptes som bonus-skiva tillsammans med de 1.000 första exemplaren av Reeperbahns debutalbum, november 1979.

## Låtlista
Text och musik: Olle Ljungström och Dan Sundquist.
1. "The No. 1 Disco Hit (Disco Made Me Crazy)" (3:20)